# Alte Synagoge (Gelsenkirchen)
Die Alte Synagoge der liberalen Synagogengemeinde Gelsenkirchen wurde an der Gelsenkirchener Neustraße im Jahre 1885 erbaut. Im Rahmen der Novemberpogrome 1938 wurde sie zerstört. Daran erinnert heute eine Mahntafel, die 1963 auf dem Areal der ehemaligen Synagoge errichtet wurde, das seit 1993 den Namen „Platz der Synagoge“ trägt. Seit 2007 befindet sich an dieser Stelle die neue Gelsenkirchener Synagoge.

## Lage und Umgebung
Die Alte Synagoge befand sich an der Neustraße 4–6 in Gelsenkirchen in unmittelbarer Nähe des damaligen Neumarkts. Als jedoch im Jahre 1928 Buer und Horst als neue Stadtteile zur Stadt Gelsenkirchen kamen, musste eine Umbenennung der Gelsenkirchener Neustraße erfolgen, da in Erle und Horst Straßen mit dem gleichen Namen vorkamen. So wurde am 25. März 1937 die Straße nach dem Titel des antijüdischen Kampfblatts Der Stürmer benannt. Dies war als Affront gegen den dort befindlichen jüdischen Sakralbau gedacht. Nach dem Zweiten Weltkrieg standen verschiedene Namen für die Straße zur Verfügung: Der Vorschlag, die Straße wegen des einst dort befindlichen jüdischen Sakralbaus „Synagogenstraße“ zu nennen, fand keine Mehrheit. Schließlich beschloss am 29. Mai 1946 der Haupt- und Finanzausschuss von Gelsenkirchen, die Straße „Gildenstraße“ zu nennen.

## Geschichte
Der jüdische Sakralbau wurde 1884/85 erbaut und vom 21. bis 23. August 1885 durch den Kölner Rabbiner Abraham Frank feierlich eingeweiht. Die Synagoge bot mehr als 400 Gläubigen auf zwei Etagen Platz. Auf der Empore war Platz für 106 Frauen, im Erdgeschoss fanden 256 Männer Platz. Sie war die Synagoge der liberalen jüdischen Synagogengemeinde Gelsenkirchen und laut Festschrift wurde der „Gottesdienst […] nach modernen, fortschrittlichen Grundsätzen geordnet“. Vermutlich wurde der Gottesdienst nach dem liberalen Einheitsgebetbuch, das von Caesar Seligmann, Ismar Elbogen und Hermann Vogelstein geschrieben und vom liberalen Kultus-Ausschuss des Preußischen Landesverbandes jüdischer Gemeinden herausgegeben wurde, geführt.
Die Gebete waren vornehmlich in deutscher Sprache gehalten, während wichtige Kerngebete in Hebräisch verfasst waren. Nachdem eine Orgel eingebaut wurde, verließen die letzten orthodoxen Gemeindemitglieder diese jüdische Gemeinde.
Im Rahmen der Novemberpogrome 1938 wurde am späten Abend des 9. November 1938 die Stürmerstraße durch die Polizei abgesperrt. Die Feuerwehr befand sich ebenfalls dort, um ein mögliches Übergreifen des Brandes der Synagoge auf benachbarte Gebäude zu verhindern. Danach wurden die Synagoge und das daneben gelegene Gemeindehaus in der Pogromnacht in Brand gesteckt. Einen Tag später – am 10. November 1938 – schickte die Ortspolizeibehörde den Gelsenkirchener Juden eine Abrissverfügung. Die Geschädigten mussten daraufhin die Ruinen der Synagoge und des Gemeindehauses an der damaligen Stürmerstraße 4–6 auf eigene Kosten abreißen.

## Architektur
Der Sakralbau entstand nach Entwürfen des Essener Architekten Peter Zindel im „maurischen Stil“ mit einer Doppelturmfassade. Dabei wurde durch die „hochstrebenden Türme“ insbesondere die „Höhe […] betont“. Laut Hannelore Künzl ging das Fassadenschema der Doppelturmfassade von „dem Typus der christlichen Kirche aus“. Die Türme der alten Synagoge waren auch vom damaligen Neumarkt aus zu erkennen. Über dem Portal befand sich ein Davidstern. Der etwa fünf Meter hohe Toraschrein (Aron ha-Kodesch) bestand aus massivem Holz und befand sich in der Mitte der Ostwand. Über dem Aron ha-Kodesch befand sich ein Fenster mit Buntverglasung mit dem Davidstern. Vor dem Aron ha-Kodesch stand die Bima. Es wurden laut Künzl nur „sparsam islamische Elemente“ verwendet: „Trotz der hier benutzten Form des Hufeisenbogens scheint der Islam-Einfluss […] überwunden“.